# بيفور (أغنية)
بيفور (بالإنجليزية: Befour)‏ هي أغنية للمغني زين مالك، أطلقت RCA الأغنية في 17 مارس 2016 كإحدى أغاني ألبوم زين الأول مايند أوف ماين.